# دوري منطقة القاهرة 1924–25
دوري منطقة القاهرة 1924–25 أو كما تُعرف وقتها باسم كأس الأمير توسكون 1924–25، هي النسخة الثالثة من بطولة دوري منطقة القاهرة. لُعبت البطولة بين عامي 1924 و1925، وفاز بها النادي الأهلي؛ بنتيجه 6 0 ليفوز بالبطولة لأول مرة في تاريخه.